# Centrale idroelettrica di San Damiano Macra
La centrale idroelettrica di San Damiano Macra è situata in Piemonte, nel comune di San Damiano Macra in provincia di Cuneo.

## Caratteristiche
La centrale è equipaggiata due gruppi a turbina Francis ad asse verticale.